# Bradysia brachyflagellata
Bradysia brachyflagellata är en tvåvingeart som beskrevs av Werner Mohrig och Ellen Kauschke 1994. Bradysia brachyflagellata ingår i släktet Bradysia och familjen sorgmyggor.
Artens utbredningsområde är Italien. Inga underarter finns listade i Catalogue of Life.